# Sapintus minamiiwo
Sapintus minamiiwo es una especie de coleóptero de la familia Anthicidae.

## Distribución geográfica
Habita en Japón.